# Takayama Hikokurō

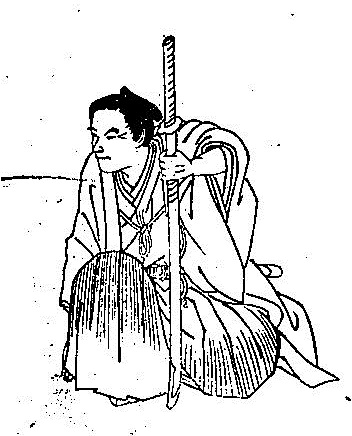
Takayama Hikokurō

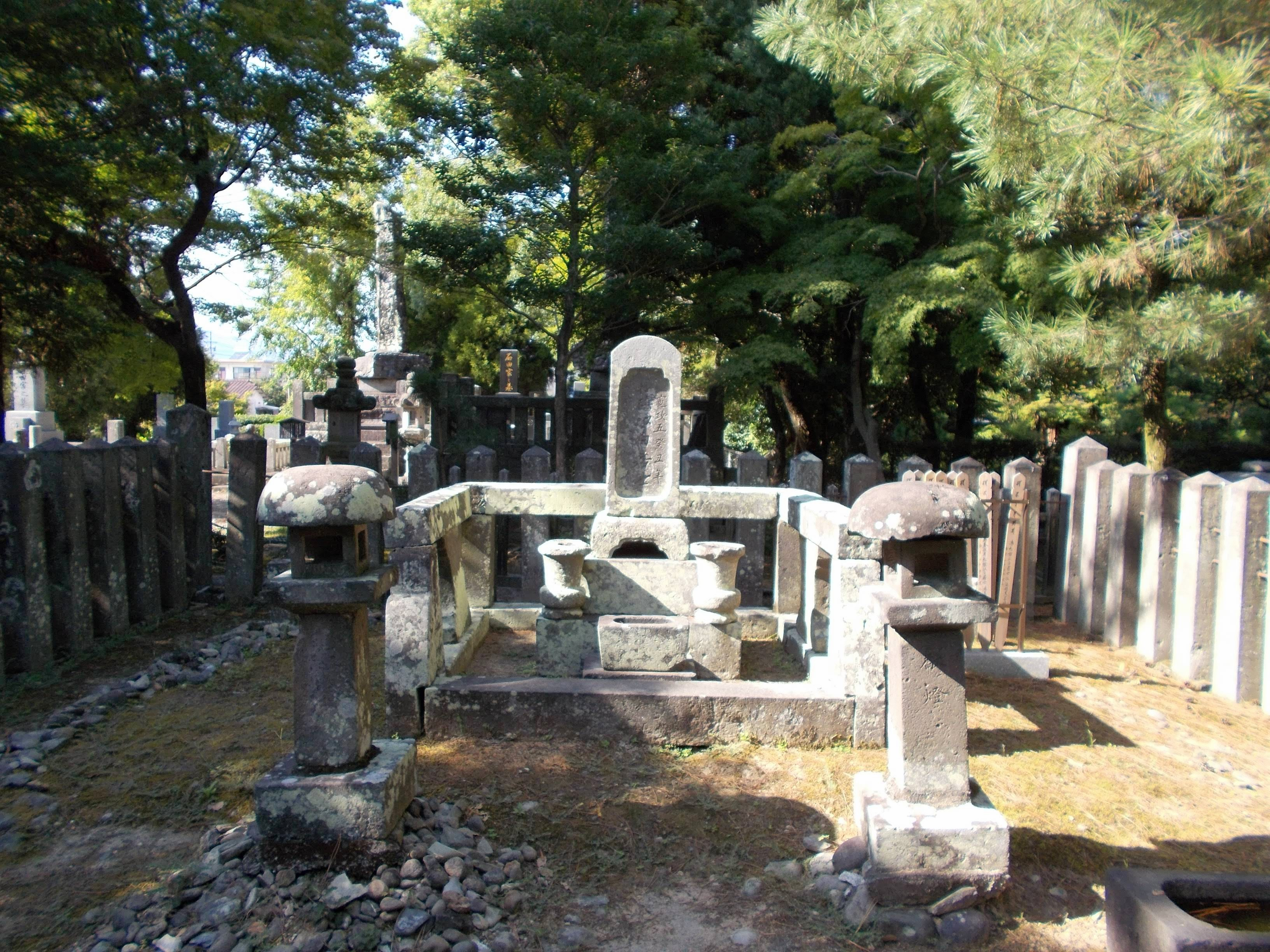
Takayamas Grab in Kurume

Takayama Hikokurō (japanisch 高山 彦九郎, Vorname auch Masayuki (正之); geb. 1747 in Hosoya (細谷) in der Provinz Kōzuke, gest. 4. August 1793 in Kurume) war ein japanischer Historiker und ein überaus engagierter Verfechter der kaiserlichen Sache. Er wird zu den „Drei Sonderlingen der Kansei-Ära“ gezählt.

## Leben und Wirken
Takayama wurde als Sohn eines Landsamurai in Hosoya in der heutigen Präfektur Gumma, geboren. Er kam im Alter von 18 Jahren nach Kyōto. wo er einen starken Beschützer in Dainagon Nakayama Naruchika (1741–1814) fand. Er widmete seine Zeit hauptsächlich der japanischen Geschichte und fand zu seiner Verwunderung heraus, dass der Shogun im Mittelalter die Rechte des Kaisers an sich gerissen hatte. Takayama unternahm daraufhin Reisen durch Japan und versuchte das Prestige der Kaiserfamilie zu erneuern.
In Kyōto besuchte er die Sanjō-Brücke und drehte sich in die Richtung des Kaiserpalastes, fiel auf die Knie und verehrte aus der Ferne den Kaiser. Er besuchte dort auch Residenzen und Gräber des Adels um die Rechte des Kaisers zu betonen. Die Tokugawa-Regierung übte Druck aus, um seine Aktivitäten zu verhindern, zerstörte sogar Anwesen der Adelsfamilien, die ihn aufgenommen hatten. Takayama ging daraufhin nach Kyūshū, in der Hoffnung, auch dort die Sache des Kaisers vorantreiben zu können. Aber auch dort wurde er vom Shogunat verfolgt, und als er Kurume in der Provinz Chikugo erreichte, beging er schließlich Seppuku. Bestattet wurde er in Kurume am Tempel Henjō-in (遍照院), wo sein Grab noch heute existiert.
Takayama ist unvergessen als Vorbild für alle, die sich für den Kaiser einsetzen.